# いけ年こい年
『いけ年こい年』（いけとしこいとし）は、1999年12月31日 - 2000年1月1日と2000年12月31日 - 2001年1月1日（どちらも21:00 - 翌未明0:30、JST）に日本テレビ系列局で生放送された年越し特別番組である。正式タイトルは、1999年 - 2000年の年越しが『雷電スペシャルいけ年こい年1999〜2000』、2000年 - 2001年の年越しが『いけ年こい年世紀越えスペシャル2000〜2001』である。
『進ぬ!電波少年』と『雷波少年』、『ウッチャンナンチャンのウリナリ!!』のメンバーが出演。総合演出は土屋敏男プロデューサー。
なお、『進め!電波少年』時代にも「いけ年こい年」のタイトルで、1994年 - 1995年の年越しに特別番組を放送している。

## 番組概要

### 1994年 - 1995年
- 『2年越し!超超興奮!仰天"生"テレビ!!』の1枠として放送され、通し企画として『ウンナン世界征服宣言』の南原によるママチャリ企画がカウントダウンと同時にスタートした。
- 内村光良が「ただいまより永平寺の鐘の音をお届けします」といい、手に持っていた風鈴を鳴らす。
- 電波少年で作った歌「ネコなんだもん」（作詞:ジェームス三木、作曲:ポール・モーリア）を『紅白歌合戦』終了直後のNHK前で和田アキ子に歌ってもらう。
- 当時社会問題となっていたいじめ自殺問題を受け、幕張メッセの会場にて松村邦洋を殴る「殴るんならオレを殴れ!」が行われた。

### 1999年 - 2000年
- 日本テレビの現社屋など再開発事業が開始される前の汐留に特設ステージを設置してそこから公開生放送された。
- 「電波少年的80日間世界一周」で真中瞳、チューヤンが生放送中にゴール。
  - ゴール会場をフジテレビ・V4スタジオ[2]に設定。事前にレギュラー放送内で自宅をゴール地点にしてほしい視聴者を募集しており、番組中に流れたVTR内で松本明子が当時・フジテレビの日枝久社長から送られた（という設定の）フジテレビの住所が書かれたハガキを引き当てるという演出がなされた。だが、フジテレビ側はそのことを把握していなかったため日本テレビに抗議が殺到し、急遽汐留に変更された。
- 除夜の鐘にちなみ、屁を108発かます「108つプー」が行われた（108人はオーディションによる公募）。一発目は高田純次であった。
- 2000年の幕開けと同時に、松任谷由実とポケットビスケッツによるスペシャルユニット「Yuming＋Pocket Biscuits」として、新曲『Millennium』を生中継、生演奏で初披露した（松任谷のツアー「FROZEN ROSES TOUR 1999-2000」の中で行われ、東京国際フォーラムからの中継）。この楽曲は同年1月に発売され、ポケットビスケッツとしては最後のシングル作品となった。
- 2000年への年越しは、同時に2000年問題が騒がれる中の年越しでもあった。そこで2000年が明けた番組内で飛行機内からの中継と銘打ち、飛行機内の電気が点滅するかのような演出を行った。
  - 番組の司会を進行していた松本も、2000年問題で飛行機が落ちるかのような不適切な発言を番組中に行い謝罪した。
- 年越しの瞬間に花火を打ち上げる事を期待して汐留の会場からフジテレビの本社屋の方向へ｢花火盗撮カメラ｣を設置していた。

### 2000年 - 2001年
- この年はさいたまスーパーアリーナから生放送された。
- タイムトラベラーが挑戦した「雷波少年系究極の麺ロード」の料理が完成。生放送で試食会を開催し、半数以上が「おいしい」と評価しゴールとなった。
  - 試食会の場所を視聴者に公募したにもかかわらず、NHK名義で『紅白歌合戦』が行われているNHKホール前に特設会場を指定した。
- 漫画『おそ松くん』のイヤミのギャグである「シェー」を2001連発するという「2シェー1年 シェー2001発」。この時、会場となったステージの上にはイヤミのパネルが置かれ、主宰の高田もイヤミのコスプレをしていた。原作者の赤塚不二夫もVTRコメント出演した。
  - 尚、この企画に当時全国的に無名だったお笑い芸人の永野が、一般参加者に紛れて参加したが「こんなことするために芸人になったんじゃない」と思って一升瓶の酒を1本空けて裸で踊り始め、ディレクターらに強制的に連れ出されて事務所もクビになりかけたという出来事もあったことを後に『しくじり先生 俺みたいになるな!!（テレビ朝日系列）』に出演した際に語ってる。
- 新世紀の幕開けとともに久保田利伸が作詞・作曲を手がけた『Vibe,Survive』の歌と振り付けに15人の少女が挑戦する新企画「電波少年的おニャン子だったりモー娘だったり…」では、15人の少女たちがさいたまスーパーアリーナの会場ステージでライブを行った。ところが、振り付けを間違えて踊ってしまったため、網で拘束された後にトラックから運び出され、そのままアイマスクを着用して飛行機に乗り、ついにはタイのとある無人島に連れて行かれてしまった。
- 前回、行った花火盗撮カメラは世紀越えということもあってフジテレビの他にも、TBS・テレビ朝日・テレビ東京の各本社屋の方向に4台設置された。(テレビ東京のカメラのみ、家庭用ビデオカメラで撮影していた。)
- 21世紀の世紀越えでもある年越しカウントダウンの際、午前0時の数分前から番組を進行していたさいたまスーパーアリーナの会場ステージとテレビ画面に表示されていた時計を、意図的に2分早めカウントダウンを行った。電波少年の企画でアメリカのニューヨークに滞在していた華原朋美らも、現地で同時にカウントダウンを行っており、実際の午前0時を回る直前に時報をフライングしていたことが明らかになり、全国の視聴者から苦情が殺到した（結果的に、番組スタッフが厳重注意処分を受ける事態となった）。
  - しかし、この件に関して放送内では数分後に進行役を務めた松本志のぶ（当時：日テレアナウンサー）が謝罪を行ない2001年最初の電波少年通常放送の番組終了後、約15秒ほど黒バックに白文字でお詫びを放送した。
  - この事態が影響したのか、「いけ年こい年」はこの年で打ち切りとなってしまった。2002年最初の電波少年では正月特番として『わけあって今年はカウントダウンやらせてもらえないのね〜んのねんスペシャル』と題して放送され、最後までおどけてみせた。

## スタッフ（1999〜2001）
いけ年こい年1999〜2000
- 構成：海老克哉、小山薫堂、そーたに、田中直人、都築浩、中野俊成、鮫肌文殊、おちまさと、三俣麻弥、小畑良浩、熊谷壽久
- TM：宮下英俊
- TD：杉本裕治
- SW：村松明
- 中継技術：よみうりテレビ、NTV映像センター、日本テレビアート、NTVIC NEWYORK、日本テレビビデオ、クロステレビ、共立映像、スウィッシュジャパン、千代田テレビ、タムコ、プログレッソ、エヌケイ特機、トムキャット、ジャパンテレビ、テルミック
- ナレーション：木村匡也、奥田民義、寺瀬今日子、堀江恭章、新千恵子
- 編集・MA：テレテックメディアパーク
- 音効：花岡英夫（CUBIC）、保苅智子（VAMP）、窪村友絵（VAMP）
- 広報：片岡英彦
- 美術：小野寺一幸、中原晃一
- デザイン：久保玲子、本田恵子
- TK：山沢啓子、前田典子
- スタイリスト：稲葉加奈子
- 協力：キョードー東京、ハンズ、東京国際フォーラム、ソーゴー東京、朝日航洋、玉姫殿グループ、後藤学園
- 企画協力：松任谷正隆 雲母社、田村正裕 マセキ芸能社
- 制作協力：THE WORKS、NTV映像センター、Call、モスキート、零CREATE、テレテック
- ディレクター：香川春太郎、〆谷浩斗、似鳥利行、中西太、飯島冬貴、小笠原豪、工藤浩之、塩谷祥隆、中村昌哉、篠宮浩司、植木一実、長田昌之、加藤幸二郎、加藤雅之、森實陽三、西森尚展、富山歩、古立善之、服部紳一、相田貴史、金田有浩、大澤雅彦、中村博行、梅原幹、五味仁、糸井聖一、岡田泰三、前田直彦
- プロデューサー：鈴木雅人、長濱薫、小西寛、戸田一也、齋藤匠、中村元気、岡崎成美、池田秀一、伊藤有可子
- 演出・プロデューサー：土屋敏男
- チーフプロデューサー：棚次隆
- 製作著作：日本テレビ

いけ年こい年世紀越えスペシャル2000〜2001
- 構成：海老克哉、都築浩、鮫肌文殊、小山薫堂、そーたに、田中直人、中野俊成、おちまさと、三俣麻弥、熊谷壽久
- TM：秋山真
- TD：青木健二
- SW：村松明
- 中継技術：千代田ビデオ、日本テレビアート、共立映像、ジャパンテレビ、NTV映像センター、トムキャット、佐藤建設工業、イメージスタジオ109、日本テレビビデオ、クロステレビジョン、RUNA Entertainment
- ナレーション：木村匡也、鈴木君枝
- 編集・MA：テレテックメディアパーク
- 音効：花岡英夫（CUBIC）、保苅智子（サウンドエッグノッグ）
- 広報：片岡英彦、神山喜久子
- 美術：小野寺一幸
- デザイン：久保玲子、本田恵子
- TK：山沢啓子、坂本幸子、前田典子
- ダンス振付：IZUMI（オールテンポ）
- スタイリスト：稲葉加奈子
- 協力：さいたまスーパーアリーナ、フリーペース、CM GANG、国際調理師専門学校、駿台予備学校、プリティーガールズ、UFAジャパン、駒澤大学吹奏楽部
- 企画協力：マセキ芸能社
- 制作協力：札幌テレビ、よみうりテレビ、福岡放送、THE WORKS、NTV映像センター、Call、モスキート、零CREATE、テレテック
- アシスタントプロデューサー：岡崎成美、伊藤有何子、三浦正義、中田敦子、栗原芳仁
- ディレクター：中西太、飯島冬貴、小笠原豪、似鳥利行、古立善之、植木一実、長田昌之、寺野慎一郎、富山歩、相田貴史、首藤光典、大野聰介、中井信介、梅原幹、高橋知也、矢追孝男、糸井聖一、前田直彦
- 演出：香川春太郎、森実陽三、加藤幸二郎、工藤浩之、中村博行、篠宮浩司、加藤雅之、井村誠男、塩谷祥隆
- プロデューサー：鈴木雅人、長濱薫、小西寛、中村元気、池田秀一、戸田一也、齋藤匠、中村昌哉
- 演出・プロデューサー：土屋敏男
- チーフプロデューサー：増田一穂
- 製作著作：日本テレビ

## 関連番組
- 進め!電波少年
- 進ぬ!電波少年
- 雷波少年
- スーパー電波バザール 年越しジャンボ同窓会
- 2年越し!超超興奮!仰天"生"テレビ!!
- 雷電為右衛門
- ウッチャンナンチャンのウリナリ!!
- ゆく年くる年

## 前後番組
| 日本テレビ系 大晦日年越し番組                                                       | 日本テレビ系 大晦日年越し番組    | 日本テレビ系 大晦日年越し番組                                |
| 前番組                                                                              | 番組名                           | 次番組                                                       |
| ----------------------------------------------------------------------------------- | -------------------------------- | ------------------------------------------------------------ |
| スーパー電波バザール 年越しジャンボ同窓会 西武球場年越しバンジージャンプ （1993年） | いけ年こい年 （1994年）          | DAISUKI! （1995年）                                          |
| DAISUKI! （1997年 - 1998年）                                                        | いけ年こい年 （1999年 - 2000年） | ナイナイの夢と笑いが丸い地球を救うのだ!! （2001年 - 2005年） |